# La Serrata de Cabo de Gata
La Serrata de Cabo de Gata este o arie protejată (arie specială de conservare — SAC, sit de importanță comunitară — SCI) din Spania întinsă pe o suprafață de 638,04 ha, integral pe uscat.

## Localizare
Centrul sitului La Serrata de Cabo de Gata este situat la coordonatele 36°52′47″N 2°08′29″W / 36.8798°N 2.1415°V.

## Înființare
Situl La Serrata de Cabo de Gata a fost declarat sit de importanță comunitară în decembrie 1997 pentru a proteja 15 specii de animale. Situl a fost protejat și ca arie specială de conservare în iulie 2020.

## Biodiversitate
Situată în ecoregiunea mediteraneană, aria protejată conține 7 habitate naturale: Stepe sărăturate mediteraneene (Limonietalia), Galerii și tufărișuri riverane sudice (Nerio-Tamaricetea și Securinegion tinctoriae), Matorral arborescenți cu Zyziphus, Râuri mediteraneene cu debit permanent și vegetație de Glaucium flavum, Tufărișuri termo-mediteraneene și de pre-deșert, Pseudostepă cu ierburi și specii anuale de Thero-Brachypodietea, Vegetație gipsofilă iberică (Gypsophiletalia).
La baza desemnării sitului se află mai multe specii protejate de  păsări (15): pasărea ogorului (Burhinus oedicnemus), ciocârlie-cu-degete-scurte (Calandrella brachydactyla), Chersophilus duponti, erete cenușiu (Circus pygargus), vânturel roșu (Falco tinnunculus), ciocârlan (Galerida cristata), Galerida theklae, muscar sur (Muscicapa striata), pietrar mediteranean (Oenanthe hispanica), Oenanthe leucura, Pterocles orientalis, cristei de baltă (Rallus aquaticus), silvie de tufiș (Sylvia undata), spârcaci (Tetrax tetrax), pupăză (Upupa epops).
Pe lângă speciile protejate, pe teritoriul sitului au mai fost identificate 5 specii de plante, 19 specii de păsări.